# Дельта Волка
Дельта Волка (лат. δ Lupi), HD 136298 — двойная звезда в созвездии Волка на расстоянии приблизительно 374 световых лет (около 115 парсеков) от Солнца. Видимая звёздная величина звезды — от +3,24m до +3,2m. Возраст звезды определён как около 15 млн лет.

## Характеристики
Первый компонент — бело-голубая пульсирующая переменная звезда типа Беты Цефея (BCEP) спектрального класса B1,5IV или B2. Масса — около 5,674 солнечных, радиус — около 5,684 солнечных, светимость — около 28510 солнечных. Эффективная температура — около 24210 K.
Второй компонент — красный карлик спектрального класса M. Масса — около 85,62 юпитерианских (0,08173 солнечной). Удалён на 2,667 а.е..